# Eleição municipal de Cabo Frio em 2016
A eleição municipal da cidade brasileira de Cabo Frio em 2016 ocorreu no dia 02 de outubro de 2016, como parte do conjunto de eleições municipais no Brasil que ocorreram no mesmo ano. Na ocasião, foram eleitos um prefeito, vice-prefeito e 17 vereadores para a Câmara Municipal da cidade.
A campanha eleitoral contou com a participação de 6 candidatos a prefeito. O prefeito em exercício, Alair Corrêa, do PP, apesar de apto, não concorreu a reeleição. O primeiro turno foi realizado em 02 de outubro de 2016. Marquinho Mendes, candidato pelo PMDB, foi eleito com 44.161 votos (42,89% dos votos válidos), seguido de Dr. Adriano, do REDE, que obteve 23.287 votos (22,62%).
Na Câmara dos Vereadores, 330 candidatos concorreram ao pleito e 17 foram eleitos. Dentre os vereadores eleitos, 7 foram reeleitos. Os partidos que conquistaram o maior número de assentos foram SD, PSC, PPS e PRB, com 3 assentos cada. Aquiles Barreto foi o candidato mais votado, recebendo 2.766 votos (2,78% dos votos válidos). Os candidatos eleitos tomaram posse na Prefeitura de Cabo Frio em 1 de janeiro de 2017 para exercerem um mandato de quatro anos.

## Candidaturas para a prefeitura
| Nº      | Prefeito  | Prefeito              | Prefeito | Prefeito                                                                                          | Vice-prefeito(a) | Vice-prefeito(a) | Vice-prefeito(a)    | Vice-prefeito(a) | Vice-prefeito(a)             | Coligação                                                                            |
| Nº      | Candidato | Candidato             | Partido  | Cargos relevantes                                                                                 | Candidato(a)     | Candidato(a)     | Candidato(a)        | Partido          | Cargos relevantes            | Coligação                                                                            |
| ------- | --------- | --------------------- | -------- | ------------------------------------------------------------------------------------------------- | ---------------- | ---------------- | ------------------- | ---------------- | ---------------------------- | ------------------------------------------------------------------------------------ |
| 12      |           | Jânio                 | PDT      | - Vereador de Cabo Frio (1989–2010); - Deputado estadual do Rio de Janeiro (2011–2018)            |                  |                  | Valdemir            | PDT              | - Empresário                 | Juntos Pela Mudança! PDT PSL PMN PMB PCdoB PSDC PSB PT                               |
| 15      |           | Marquinho Mendes      | PMDB     | - Prefeito de Cabo Frio (2005–2012); - Deputado federal pelo Rio de Janeiro (2015–2017); - Médico |                  |                  | Rute Schuindt       | PPS              | - Empresária                 | De Mãos Dadas Por Cabo Frio PMDB PTB PTN SD PTdoB PROS PPS PSC PRB Patriota DEM PRTB |
| 18      |           | Dr. Adriano           | REDE     | - Médico                                                                                          |                  |                  | Cristiane Fernandes | PRP              | - Administradora             | Mudança Verdadeira REDE PRP PPL PTC                                                  |
| 31      |           | Carlos Augusto Felipe | PHS      | - Empresário                                                                                      |                  |                  | Aldo do Social      | PHS              | - Comerciante                | Sem coligação                                                                        |
| 45      |           | Dr. Paulo César       | PSDB     | - Médico                                                                                          |                  |                  | Lucinha da Educação | PV               | - Professora de Ensino Médio | Por Um Novo Tempo PP PSDB PR PSD PV                                                  |
| 50      |           | Cláudio Leitão        | PSOL     | - Economista                                                                                      |                  |                  | Jorge Richele       | PSOL             | - Advogado                   | Sem coligação                                                                        |
| Fontes: |           |                       |          |                                                                                                   |                  |                  |                     |                  |                              |                                                                                      |

## Candidatos à vereança
| Coligação                                       | Partido | Partido | Candidaturas |
| ----------------------------------------------- | ------- | ------- | ------------ |
| Um Novo Futuro! (26 candidatos)                 |         | PDT     | 21           |
| Um Novo Futuro! (26 candidatos)                 |         | PMB     | 4            |
| Um Novo Futuro! (26 candidatos)                 |         | PSB     | 1            |
| Juntos Por Cabo Frio (26 candidatos)            |         | PMDB    | 20           |
| Juntos Por Cabo Frio (26 candidatos)            |         | SD      | 4            |
| Juntos Por Cabo Frio (26 candidatos)            |         | PEN     | 2            |
| Muda Cabo Frio (25 candidatos)                  |         | PRP     | 15           |
| Muda Cabo Frio (25 candidatos)                  |         | REDE    | 9            |
| Muda Cabo Frio (25 candidatos)                  |         | PPL     | 1            |
| Contruindo Uma Cabo Frio Melhor (25 candidatos) |         | PPS     | 24           |
| Contruindo Uma Cabo Frio Melhor (25 candidatos) |         | PROS    | 1            |
| Cabo Frio Levado a Sério! (24 candidatos)       |         | PMN     | 12           |
| Cabo Frio Levado a Sério! (24 candidatos)       |         | PSDC    | 8            |
| Cabo Frio Levado a Sério! (24 candidatos)       |         | PCdoB   | 2            |
| Cabo Frio Levado a Sério! (24 candidatos)       |         | PT      | 2            |
| Por Amor a Cabo Frio (24 candidatos)            |         | PP      | 21           |
| Por Amor a Cabo Frio (24 candidatos)            |         | PSDB    | 3            |
| Por Uma Cabo Frio Mais Feliz (23 candidatos)    |         | DEM     | 16           |
| Por Uma Cabo Frio Mais Feliz (23 candidatos)    |         | PTdoB   | 7            |
| Renovar Para Crescer (23 candidatos)            |         | PV      | 20           |
| Renovar Para Crescer (23 candidatos)            |         | PR      | 2            |
| Renovar Para Crescer (23 candidatos)            |         | PSD     | 1            |
| Sem coligação                                   |         | PTN     | 26           |
| Sem coligação                                   |         | PTB     | 26           |
| Sem coligação                                   |         | PSC     | 26           |
| Sem coligação                                   |         | PRB     | 26           |
| Sem coligação                                   |         | PHS     | 22           |
| Sem coligação                                   |         | PSOL    | 8            |
| Fontes:                                         |         |         |              |

## Resultados da eleição

### Prefeito
| Candidato a prefeito     | Candidato a prefeito        | Candidato(a) a vice-prefeito | Primeiro turno 02 de outubro de 2016 | Primeiro turno 02 de outubro de 2016 |
| Candidato a prefeito     | Candidato a prefeito        | Candidato(a) a vice-prefeito | Total                                | Percentagem                          |
| ------------------------ | --------------------------- | ---------------------------- | ------------------------------------ | ------------------------------------ |
|                          | Marquinho Mendes (PMDB)     | Rute Schuindt (PPS)          | 44.161                               | 42,89%                               |
|                          | Dr. Adriano (REDE)          | Cristiane Fernandes (PRP)    | 23.287                               | 22,62%                               |
|                          | Jânio (PDT)                 | Valdemir (PDT)               | 18.851                               | 18,31%                               |
|                          | Dr. Paulo César (PSDB)      | Lucinha da Educação (PV)     | 13.102                               | 12,73%                               |
|                          | Cláudio Leitão (PSOL)       | Jorge Richele (PSOL)         | 2.728                                | 2,65%                                |
|                          | Carlos Augusto Felipe (PHS) | Aldo do Social (PHS)         | 833                                  | 0,81%                                |
| Total de votos válidos   | Total de votos válidos      | Total de votos válidos       | 102.962                              | 102.962                              |
| Votos apurados           |                             |                              |                                      |                                      |
| Votos válidos            | Votos válidos               | Votos válidos                | 102.962                              | 90,39%                               |
| Votos em branco          | Votos em branco             | Votos em branco              | 3.300                                | 2,9%                                 |
| Votos nulos              | Votos nulos                 | Votos nulos                  | 7.646                                | 6,71%                                |
| Total de votos apurados  | Total de votos apurados     | Total de votos apurados      | 113.908                              | 113.908                              |
| Eleitores                |                             |                              |                                      |                                      |
| Comparecimentos          | Comparecimentos             | Comparecimentos              | 113.908                              | 77,79%                               |
| Abstenções               | Abstenções                  | Abstenções                   | 32.526                               | 22,21%                               |
| Total de eleitores aptos | Total de eleitores aptos    | Total de eleitores aptos     | 146.434                              | 146.434                              |
| Total de seções: 400     |                             |                              |                                      |                                      |
| Fontes:                  |                             |                              |                                      |                                      |

### Composição da Câmara Municipal
|                          |                          |                 |                 |          |         |
| Nº                       | Partido                  | Votos populares | Votos populares | Assentos | ±       |
| Nº                       | Partido                  | Votos           | %               | Assentos | ±       |
| 23                       | PPS                      | 14.484          | 13,89%          | 3        | 1       |
| 10                       | PRB                      | 14.235          | 13,65%          | 3        | 2       |
| 20                       | PSC                      | 13.882          | 13,31%          | 3        | Estável |
| 77                       | SD                       | 6.167           | 5,91%           | 3        | 3       |
| 12                       | PDT                      | 11.647          | 11,17%          | 2        | 1       |
| 11                       | PP                       | 6.703           | 6,43%           | 1        | 2       |
| 44                       | PRP                      | 5.524           | 5,3%            | 1        | 1       |
| 35                       | PMB                      | 3.380           | 3,24%           | 1        | 1       |
| 15                       | PMDB                     | 6.835           | 6,55%           | 0        | 2       |
| 43                       | PV                       | 4.259           | 4,08%           | 0        | -       |
| 14                       | PTB                      | 3.876           | 3,72%           | 0        | -       |
| 31                       | PHS                      | 2.164           | 2,07%           | 0        | -       |
| 33                       | PMN                      | 1.562           | 1,5%            | 0        | -       |
| 19                       | PTN                      | 1.556           | 1,49%           | 0        | -       |
| 18                       | REDE                     | 1.350           | 1,29%           | 0        | -       |
| 25                       | DEM                      | 1.085           | 1,04%           | 0        | -       |
| 40                       | PSB                      | 989             | 0,95%           | 0        | 2       |
| 50                       | PSOL                     | 906             | 0,87%           | 0        | -       |
| 45                       | PSDB                     | 869             | 0,83%           | 0        | 1       |
| 70                       | PTdoB                    | 851             | 0,82%           | 0        | -       |
| 27                       | PSDC                     | 706             | 0,68%           | 0        | -       |
| 65                       | PCdoB                    | 496             | 0,48%           | 0        | -       |
| 13                       | PT                       | 227             | 0,22%           | 0        | 1       |
| 51                       | PEN                      | 182             | 0,17%           | 0        | -       |
| 90                       | PROS                     | 181             | 0,17%           | 0        | -       |
| 22                       | PR                       | 123             | 0,12%           | 0        | 1       |
| 55                       | PSD                      | 34              | 0,03%           | 0        | -       |
| 54                       | PPL                      | 24              | 0,02%           | 0        | -       |
| 17                       | PSL                      | 17              | 0,02%           | 0        | -       |
| Total de votos válidos   | Total de votos válidos   | 104.314         | 104.314         | 17       | 17      |
| Votos apurados           |                          |                 |                 | 17       | 17      |
| Total de votos válidos   | Total de votos válidos   | 104.314         | 91,58%          | 17       | 17      |
| Votos em branco          | Votos em branco          | 3.478           | 3,05%           | 17       | 17      |
| Votos nulos              | Votos nulos              | 6.116           | 5,37%           | 17       | 17      |
| Total de votos apurados  | Total de votos apurados  | 113.908         | 113.908         | 17       | 17      |
| Eleitores                |                          |                 |                 | 17       | 17      |
| Comparecimentos          | Comparecimentos          | 113.908         | 77,79%          | 17       | 17      |
| Abstenções               | Abstenções               | 32.526          | 22,21%          | 17       | 17      |
| Total de eleitores aptos | Total de eleitores aptos | 146.434         | 146.434         | 17       | 17      |
| Fontes:                  |                          |                 |                 |          |         |

### Vereadores eleitos
| Candidato(a) | Candidato(a)      | Partido | Votos | Votos       | Cidade de origem      | Unidade federativa/País |
| Candidato(a) | Candidato(a)      | Partido | Total | Percentagem | Cidade de origem      | Unidade federativa/País |
| ------------ | ----------------- | ------- | ----- | ----------- | --------------------- | ----------------------- |
|              | Aquiles Barreto   | SD      | 2.766 | 2,78%       | Cabo Frio             | Rio de Janeiro          |
|              | Jefferson Vidal   | PSC     | 2.296 | 2,31%       | São Pedro da Aldeia   | Rio de Janeiro          |
|              | Vanderlei Bento   | PMB     | 2.228 | 2,24%       | Cabo Frio             | Rio de Janeiro          |
|              | Vinicius Correa   | PP      | 2.182 | 2,2%        | Cabo Frio             | Rio de Janeiro          |
|              | Adeir Novaes      | PRB     | 1.909 | 1,92%       | Cabo Frio             | Rio de Janeiro          |
|              | Luis Geraldo      | PRB     | 1.854 | 1,87%       | Rio de Janeiro        | Rio de Janeiro          |
|              | Rafael Peçanha    | PDT     | 1.794 | 1,8%        | Rio de Janeiro        | Rio de Janeiro          |
|              | Edilan do Celular | PRP     | 1.746 | 1,76%       | Rio de Janeiro        | Rio de Janeiro          |
|              | Rodolfo de Rui    | SD      | 1.731 | 1,74%       | Cabo Frio             | Rio de Janeiro          |
|              | Alexandra Codeço  | PRB     | 1.661 | 1,67%       | Campos dos Goytacazes | Rio de Janeiro          |
|              | Ricardo Martins   | SD      | 1.534 | 1,54%       | Cabo Frio             | Rio de Janeiro          |
|              | Oséias de Tamoios | PDT     | 1.420 | 1,43%       | São João da Barra     | Rio de Janeiro          |
|              | Guilherme Moreira | PPS     | 1.404 | 1,41%       | Niterói               | Rio de Janeiro          |
|              | Miguel Alencar    | PPS     | 1.385 | 1,39%       | Rio de Janeiro        | Rio de Janeiro          |
|              | Leticia Jotta     | PSC     | 1.358 | 1,37%       | Cabo Frio             | Rio de Janeiro          |
|              | Vaguinho          | PPS     | 1.307 | 1,31%       | Cabo Frio             | Rio de Janeiro          |
|              | Blau Blau         | PSC     | 1.115 | 1,12%       | São Paulo             | São Paulo               |
| Fontes:      |                   |         |       |             |                       |                         |